# Andreas Klöden
Andreas Klöden, född 22 juni 1975 i Mittweida, Östtyskland, är en före detta professionell tävlingscyklist.

## Karriär
Klödens professionella karriär började 1998 och efter att han vunnit några mindre tävlingar de två första åren kom det stora genombrottet 2000. Klöden vann både Paris-Nice och Baskien runt och han tog även bronsmedaljen på linjeloppet i OS i Sydney efter tysken Jan Ullrich och kazaken Aleksandr Vinokurov, två cyklister han tillbringade många år i Team Telekom med.
Efter detta följde tre skadefyllda säsonger utan några segrar. 2004 kom han tillbaka genom att vinna de tyska mästerskapens linjelopp. En vecka efter de tyska mästerskapen startade Tour de France och Klöden inledde tävlingen som hjälpryttare åt Jan Ullrich. Då Tour de France var slut hade Klöden slutat tvåa i totalsammandraget bakom Lance Armstrong medan Ullrich slutade på en fjärde plats.
Under säsongen 2005 vann Klöden en etapp i Bayern Rundfahrt och han var tillsammans med lagkamraterna Ullrich och Vinokurov en av favoriterna i Tour de France. Klöden tvingades dock avbryta loppet efter att han på den 16:e etappen kraschat och brutit ett ben i höger handled.
2006 blev Klöden återigen tvåa i Tour de France bakom Oscar Pereiro. Från början utropades Floyd Landis som segrare, med Klöden på tredje plats, men Landis blev sedan fråntagen segern efter att ha blivit fälld för dopning.
Under säsongen 2008 vann Andreas Klöden Romandiet runt. Han vann också loppets tredje etapp, en tempoetapp, sex sekunder före nederländarna Thomas Dekker och Stef Clement. Han kom även tvåa i det andra schweiziska etapploppet Schweiz Runt efter tjecken Roman Kreuziger som för övrigt var tvåa i Romandiet runt. Under Giro d'Italia blev Klöden tvungen att avbryta tävlingen då han drabbades av sjukdom. Innan han avbröt tävlingen hade han bland annat kommit trea på en tempoetapp.
I februari 2009 slutade Klöden trea på etapp 4 av Volta ao Algarve bakom Alberto Contador och Sylvain Chavanel. Han vann etapp 5, ett tempolopp, under Tirreno-Adriatico framför Stijn Devolder och Thomas Lövkvist. Han slutade på tredje plats i tävlingen bakom italienarna Michele Scarponi och Stefano Garzelli. I april slutade tysken tvåa på etapp 3, ett tempolopp, av Circuit Cycliste Sarthe-Pays de la Loire bakom Jimmy Engoulvent. Han vann senare samma månad etapp 1, ett tempolopp, av Giro del Trentino.
I maj 2009 namngav en rapport från Freiburgs universitet Klöden för att ha använt sig av bloddopning under Tour de France 2006, men han friades eftersom bevisningen var bristfällig.
I juni samma år slutade Klöden tvåa på etapp 3 på Luxemburg runt bakom Fränk Schleck, en placering som tysken också tog i slutställningen av loppet. I juni slutade tysken trea på etapp 1 av Schweiz runt bakom Fabian Cancellara och Roman Kreuziger. I Tour de France 2009 slutade Klöden sexa efter att ha varit hjälpryttare till både Lance Armstrong och Alberto Contador. 
2013 meddelade Klöden att han skulle pensionera sig från den professionella cyklingen. 

## Stall
- Team Telekom 1998–2006
- Astana Team 2007–2009
- Team RadioShack 2010–2011
- RadioShack-Nissan-Trek 2012–2013